# KFNB – Atlas und Vesta
| KFNB „ATLAS“ und „VESTA“ | KFNB „ATLAS“ und „VESTA“ | KFNB „ATLAS“ und „VESTA“ |
| ------------------------ | ------------------------ | ------------------------ |
| kein Bild vorhanden      |                          |                          |
| Technische Daten         |                          |                          |
|                          | „ATLAS“                  | „VESTA“                  |
| Bauart                   | 1A1 n2                   | 1A1 n2                   |
| Zylinder-Ø               | 325 mm                   | 342 mm                   |
| Kolbenhub                | 461 mm                   | 474 mm                   |
| Treibrad-Ø               | 1673 mm                  | 1739 mm                  |
| Laufrad-Ø vorne          | 1073 mm                  | 1238 mm                  |
| Laufrad-Ø hinten         | 1113 mm                  | 1106 mm                  |
| Fester Radstand          | k. A.                    | k. A.                    |
| Gesamtradstand           | k. A.                    | k. A.                    |
| Gesamtradstand + Tender  | k. A.                    | k. A.                    |
| Heizfl. d. Rohre         | 50,6 m²                  | 49,4 m²                  |
| Heizfl. d. Feuerbüchse   | 4,2 m²                   | 4,8 m²                   |
| Rostfl.                  | 0,90 m²                  | 0,90 m²                  |
| Dampfdruck               | 5,7                      | 5,1                      |
| Gewicht (leer)           | 12,9 t                   | 12,9 t                   |
| Adhäsionsgewicht         | k. A.                    | k. A.                    |
| Dienstgewicht            | 14,0 t                   | 14,0 t                   |
| Dienstgewicht + Tender   | k. A.                    | k. A.                    |
| Wasser                   | k. A.                    | k. A.                    |
| Kohle                    | k. A.                    | k. A.                    |
| Länge                    | k. A.                    | k. A.                    |
| Länge + Tender           | k. A.                    | k. A.                    |
| Höhe                     | k. A.                    | k. A.                    |

Die Dampflokomotiven „ATLAS“ und „VESTA“ waren Personenzuglokomotiven der KFNB.
Sie wurden von der Lokomotivfabrik Jones, Turner & Evans 1839/1840 geliefert und hatten die Achsformel 1A1.
Da sie der englischen 1A1-Bauart entsprachen, ist anzunehmen, dass sie unter der Rauchkammer befindliche Zylinder und eine gekröpfte Treibachse besaßen.
Es kann nicht mehr mit Sicherheit gesagt werden, ob die Lokomotiven bei der Lieferung gleich Abmessung hatten, einige Jahre später (siehe Tabelle) jedenfalls hatten sie unterschiedliche Dimensionen.
1841 gab es Beschwerden wegen zu geringer Leistung.
Wahrscheinlich hat man deswegen Umbauten vorgenommen.
Die Maschinen wurden 1861 ausgemustert.